# Maria Soledad Torres Acosta
Maria Soledad Torres Acosta, al secolo Bibiana Antonia Manuela (Madrid, 2 dicembre 1826 – Madrid, 11 ottobre 1887), è stata una religiosa e infermiera spagnola, fondatrice della congregazione delle Serve di Maria Ministre degli Infermi. È stata dichiarata santa nel 1970 da papa Paolo VI.

## Biografia
Bibiana Antonia Manuela Torres Acosta, appartenente a una modesta famiglia di commercianti di Madrid, iniziò sin dalla giovinezza a dedicarsi all'assistenza domiciliare ai malati poveri della sua città: il sacerdote terziarioservita Miguel Martínez y Sanz la scelse, assieme ad altre sei ragazze, per dare inizio a una nuova famiglia religiosa di suore infermiere.
La Torres Acosta prese il nome religioso di Maria Soledad (in segno di devozione all'Addolorata, il cui culto è particolarmente praticato dai serviti) e il 15 agosto 1851 prese i voti. L'abbandono della direzione della comunità da parte di Martínez y Sanz mise in gravi difficoltà la congregazione, ma grazie alla guida della Torres Acosta l'istituto ottenne il riconoscimento da parte delle autorità civili e il sostegno della regina Isabella II.
Maria Soledad rimase a capo della congregazione sino alla morte: sotto il suo generalato le Serve di Maria Ministre degli Infermi si diffusero in tutta la Spagna e a Cuba.

## Culto
Beatificata nel 1950 da papa Pio XII, venne proclamata santa da papa Paolo VI il 25 gennaio 1970.
Il suo elogio si legge nel martirologio romano all'11 ottobre.

## Filmografia
- Madre Soledad - Al servizio degli infermi (Luz de Soledad), regia di Pablo Moreno (2016)